# Reina-Valera
Reina-Valera – najpopularniejsze protestanckie tłumaczenie Pisma Świętego na język hiszpański. Zostało wydane po raz pierwszy w roku 1602 jako rewizja Biblii Reiny z 1569 roku.

## Biblia Reiny
Głównym tłumaczem Biblii Reiny był Hiszpan Casiodoro de Reina – początkowo mnich hieronimicki, który przed Inkwizycją uciekł z kraju, a później niezależny luteranin. Tłumaczenia z pomocą kilku współpracowników dokonał: w zakresie Starego Testamentu na podstawie tekstu masoreckiego, edycja Daniela Bomberga z 1525 roku (Biblia rabiniczna), zaś w zakresie Nowego Testamentu na podstawie textus receptus, edycja Stephanusa z 1550 roku.
Pierwszy raz Biblia Reiny (zwana też Biblią Niedźwiedzią) została opublikowana w 1569 roku w Bazylei w Szwajcarii gdyż w tym czasie hiszpańska Inkwizycja uniemożliwiała druk hiszpańskiej Biblii w kraju. Popularna nazwa przekładu Reiny – „Biblia Niedźwiedzia” – nawiązuje do tytułowej ryciny, która przedstawia niedźwiedzia sięgającego po miód do ula zawieszonego na drzewie.

## Reina-Valera
W roku 1602 przekład Reiny został zrewidowany przez reformowanego teologa Cypriano de Valerę – stąd nazwa Reina-Valera. Wersja ta stała się najpopularniejszym protestanckim przekładem Pisma Świętego w języku hiszpańskim. Kolejnych rewizji dokonano w latach 1862, 1909, 1960, 1977, 1995 i 2011. Większość Kościołów akceptuje rewizje do 1960 roku. Rewizja z 1995 roku nie została przyjęta w znacznej części środowisk.
Podobnie, jak w przypadku innych protestanckich wydań Biblii, wydania obejmują protestancki kanon biblijny. Apokryfy (część z nich uznanych przez Kościół katolicki jako księgi deuterokanoniczne) zostały umieszczone jako dodatek o nazwie Apocrypha m.in. w wydaniu z 1602 roku pomiędzy Starym i Nowym Testamentem. Nowe edycje nie obejmują dodatku i ograniczają się do ksiąg uznanych w protestantyzmie za kanoniczne.

## Znaczenie
Biblia Reiny z 1569 była pierwszym wydanym drukiem przekładem Pisma Świętego na język hiszpański. Jej tekst został oparty na językach oryginalnych. Znaczenie rewizji znanej jako Reina-Valera dla hiszpańskich protestantów jest podobne, jak znaczenie Biblii króla Jakuba dla protestantów anglojęzycznych, czy Biblii gdańskiej dla polskich protestantów. Do dziś używana jest chętnie w hiszpańskojęzycznych kręgach protestanckich.